# Малая овсянка-инка
Малая овсянка-инка (лат. Incaspiza watkinsi) — вид воробьиных птиц из семейства танагровых (Thraupidae). Видовое название дано в честь коллектора Гарри Уоткинса (англ. Mr. Harry Watkins).

## Распространение
Эндемики Перу, где встречаются очень локально.

## Описание
Длина тела 13 см, масса 17—22,5 г. Клюв тонкий, заостренный. Хвост длинный. Голова самца, включая затылок, серая, имеется слегка более светлая беловато-серая «бровь» над глазом.

## Биология
Пищу ищут на земле, поодиночке или в парах. Информации о рационе питания немного. Миграций не совершают.

## Охранный статус
МСОП присвоил таксону охранный статус «уязвимый» (VU).